# Студёные Ключи
Усадьба «Студёные Ключи» (также Усадьба Рузского) — памятник неоклассицизма начала XX века, достопримечательность Заволжского района Ивановской области. Усадьба была построена по проекту архитектора Владимира Адамовича в 1912—1914 годах.

## История строительства и эксплуатации
В 1912 г. потомственный дворянин, крупный промышленник и меценат Н. П. Рузский приобрёл урочище «Гребень» на высоком северном берегу реки Волги напротив Кинешмы. С востока урочище ограничено оврагом, с запада и юга — густым лесом. Этот район Поволжья за свойственную ему природу А. Н. Островский назвал «русской Швейцарией». В восточной части приобретённого Н. П. Рузским участка располагался небольшой каменный дом. К нему вела аллея, ориентированная параллельно Волге и перпендикулярно подъездной дороге.
В 1912 г. под руководством столичного архитектора В. Д. Адамовича началось возведение усадебного комплекса. К 1914 г. на пересечении аллеи и дороги был возведён главный усадебный дом, в восточной части урочища — флигель, конюшня, дома прислуги и хозяйственные пристройки, а также был разбит пейзажный парк с бельведером, липовыми аллеями, ротондами, теплицами и декоративными павильонами. За обилие ключей Н. П. Рузский назвал новую усадьбу «Студёные ключи».
С 1914 по 1918 г. Н. П. Рузский жил в усадьбе со своей семьёй. В «Студёных ключах» устраивались музыкальные концерты и светские мероприятия. До революции усадьбу Н. П. Рузского посетили А. П. Бородин, Б. М. Кустодиев, Ф. А. Бредихин, в её стенах выступали Ф. И. Шаляпин и С. В. Рахманинов.
В 1918 г. усадьба была национализирована, и Н. П. Рузский эмигрировал во Францию.
В 1918—1927 г. в усадьбе располагалась колония для несовершеннолетних преступников. В 1927—1941 г. усадьба использовалась как санаторий для трудящихся Ивановской области, а во время Великой Отечественной войны — как госпиталь.
С 1946 г. по 1978 г. в усадьбе функционировал один из цехов Кинешемского химического завода. В 1978 г. усадьба пришла в аварийное состояние: обвалилась кровля и купол, выломаны окна и двери, повреждены стены и декор здания.
В 1982 г. в усадьбе жили строительные бригады, занимавшиеся возведением Кинешемского моста через Волгу.
В конце 1990-х гг. усадьба была передана в частные руки с обязательством полной реставрации, однако собственник не смог его выполнить.
В 2011 г. «Студёные ключи» приобрёл ивановский предприниматель А. А. Широков. Он начал масштабную, документально точную и научно обоснованную реставрацию комплекса, основанную на изучении исследовательской литературы, фотографий и архивных документов, связанных с усадьбой. В результате «Студёные ключи», находившиеся в руинированном состоянии, были спасены от уничтожения и на данный момент точно воссоздан облик главного дома, большинства вспомогательных построек, значительной части пейзажного парка. Интерьеры, фотографии и описания которых не сохранились, восстанавливаются в «духе времени»: идентифицируется назначение комнат, покупается мебель конца XIX — начала XX в., устанавливается типичный для неоклассицизма лепной декор. В 2016 г. на церемонию открытия «Студеных ключей» из Нью-Йорка приехала Татьяна Николаевна Бобринская — 93-летняя внучка Н. П. Рузского, которая, вспоминая рассказы матери о детстве, проведенном в усадьбе, долго не могла войти в дом. В дальнейших планах А. А. Широкова превращение «Студеных ключей» в крупный просветительский центр Ивановской области: завершение реставрации комплекса, возведение новых зданий и проведение на территории усадьбы образовательных, учебных мероприятий, праздников и фестивалей.
А. А. Широков основал Международный Благотворительный Фонд «Русская провинция», основной задачей которого является сохранение культурного наследия регионов России. Реставрация «Студеных ключей» и деятельность по созданию на их основе просветительского комплекса — беспрецедентный для России пример масштабной реставрации памятника архитектурного наследия, близкий деятельности «National Trust» и аналогичных культурных и благотворительных мировых организаций.

## Архитектурные особенности
Усадьба Н. П. Рузского является памятником неоклассицизма конца XIX — начала XX в.. Архитектурный облик усадебного комплекса является результатом поддержки и финансирования Н. П. Рузским архитектурного проекта В. Д. Адамовича, предоставления ему полной творческой свободны.
Главный дом представляет собой дворец, ориентированный параллельно Волге, и состоящий из трёх основных частей: центрального объема и двух боковых крыл. Центральный кубический объем является двухъярусным и завершен мезонином с фронтоном. Мезонин, в свою очередь, украшен уплощенным куполом на небольшом кубическом переходе-основании. Центральный объём фланкируют два вытянутых одноярусных крыла. Каждый из их фасадов декорирован 3 прямоугольными окнами с полуциркульными наличниками. Восточное крыло завершается эркером, а западное переходит в открытую полуротонду тосканского ордера. Эркер и полуротонда обрамлены окнами с полуциркульными наличниками и соединены лестницами с усадебным парком.
Основной художественно-эстетический акцент сделан на выполненных в разных манерах северном и южном фасадах усадьбы. Так, центральная часть северного, главного и подъездного, фасада выделена раскрепованным ризалитом, первый и второй ярус которого разделены незначительно выступающим карнизом. В углублении центральной части, между раскреповками, расположена небольшая дверь, обрамленная вертикализированными световыми окнами. Выше, дверь и окружающие ее окна перекликаются с 3 расположенными в ряд световыми окнами, а в центральной части второго яруса уравновешиваются крупным термальным окном. В раскреповках расположены окна с полуциркульными наличниками, фланкированные по высоте первого яруса пилястрами тосканского ордера. Над этими окнами расположены небольшие квадратные световые окна, а во втором ярусе им соответствуют окна побольше. Термальное окно центральной части соединяет раскреповки и подчеркнуто, как и дверной проем и линия кровли, рельефной линией. Ритм, заданный сочетанием дверей, окон и пилястров центральной части, подчеркивается и усиливается расположением окон на боковых крыльях.
В свою очередь, центральная часть обращенного к Волге южного фасада выделена 10 колонным П-образным портиком тосканского ордера во всю высоту первого яруса. Портик образует террасу, к которой ведет пять выходов из первого этажа усадьбы. Верхняя часть портика является балконом мезонина и украшена балюстрадой. На него ведет вход, расположенный в термальном окне второго яруса. Это окно и линия кровли выделены рельефной линией. Южный фасад гармонирует с расположенной перед ним липовой аллей, каменными лестницами с волютами и балюстрадами, которые ведут к павильону-бельведеру.
Усадьба побелена, однако первоначально она была покрашена в тепло-желтый, кремовый цвет гармонировавший с темно-зеленой кровлей. Объемные детали: наличники окон, пилястры, колонны и карнизы подчеркивались побелкой. Благодаря расположению на возвышенности, центрическому симметричному плану и лаконичному декору усадебный дом прекрасно сочетается с окружающей его живописной природой.
Интерьер главного дома соответствовал его внешнему убранству. Главный северный вход вёл на парадную мраморную лестницу, пройдя по которой можно было попасть в большую бальную гостиную — главное помещение усадьбы. По сторонам от бальной залы располагались Г-образные в плане меньшие гостиные, разделенные декоративными двухколонными портиками. Эти гостиные занимают примерно всю южную половину дворца. В северной же его части располагались небольшие помещения: бильярдная, кабинет и др. Второй этаж занимали жилые комнаты семьи Рузских, подвал использовался для хозяйственных нужд. Большие гостиные были прекрасно оборудованы для музыкальных концертов — важного увлечения Н. П. Рузского. Не сохранились фотографии и планы внутренних помещений, однако по описаниям известно, что они были украшены лепным декором в классицизирующем стиле. Оригинальная мебель из усадьбы и некоторые предметы декоративно-прикладного искусства семьи Рузских сегодня находятся в Кинешемском художественно-историческом музее. «Студеные ключи» украшали картины К. А. Коровина, В. М. Васнецова, И. И. Шишкина, И. К. Айвазовского и других художников второй половины XIX-начала XX в.
Главный дом окружал пейзажный парк в английском стиле с липовыми аллеями, беседками, ротондами и декоративными павильонами. Восточнее главного дома располагался флигель, конюшня, дома прислуги и хозяйственные строения.
Усадьба обладала передовыми для своего времени техническими удобствами: собственной электростанцией, телефонной линией, канализацией.
«Студеные ключи» — яркий пример неоклассицизма как одного из ретроспективных архитектурных течений эпохи модерна. Для неоклассицизма этого периода характерна ориентация на самые разные образцы: памятники Древней Греции и Рима, архитектуру итальянского Возрождения или различных школ европейского классицизма и неоклассицизма XVII—XVIII вв.. В. Д. Адамович, в свою очередь, при создании усадьбы Н. П. Рузского ориентировался на усадебную и дворцовую архитектуру московского классицизма конца XVIII-начала XIX вв. (например, Особняк Губина и Усадьба Кусково), с характерными для неё «палладианскими» центрическими и симметричными объемами, гармонией с окружающим пространством, простотой и лаконизмом убранства, функциональностью и комфортностью жилых помещений. Распространение этого стиля в начале XX в. можно рассматривать как реакцию на возрастающее международное социально-политическое напряжение и своеобразную попытку эскапизма: возвращения к «золотому веку» Российской Империи и русского дворянства со свойственной им «классической» художественной культурой. «Студеные ключи», как и находящейся неподалеку Особняк Бурнаевых, являются редким примером провинциального неоклассицизма — стиль не получил особого распространения за пределами Петербурга и Москвы.